# Дерзкий (эсминец, 1960)
«Дерзкий» — эскадренный миноносец проекта 57-бис, построенный для Советского Военно-Морского Флота в конце 1950-х годов. В 1966 году переклассифицирован в большой ракетный корабль. В 1970 году переклассифицирован из подкласса эскадренных миноносцев в подкласс больших противолодочных кораблей. Прошёл модернизацию по проекту 57-А .

## История
9 апреля 1958 года «Дерзкий» был зачислен в списки кораблей ВМФ СССР, и 10 октября 1959 года заложен на ленинградском заводе им. Жданова по проекту 57-бис. 4 февраля 1960 года спущен на воду. Вступил в строй 30 декабря 1961 года.
12 января 1962 года корабль вошёл в состав Северного флота ВМФ СССР. 19 мая 1966 года «Дерзкий» был переклассифицирован в большой ракетный корабль (БРК).
В период с 6 февраля 1967 по 10 января 1969 года был модернизирован и перестроен по проекту 57-А на судостроительном заводе им. А. А. Жданова. 20 октября 1970 года корабль был переклассифицирован в большой противолодочный корабль.
В период с 4 по 9 августа 1973 года корабль посетил Гавану (Куба). 7 августа 1977 года «Дерзкий» был выведен из боевого состава флота, законсервирован и поставлен в Сайда-губе на отстой. 19 апреля 1990 года эскадренный миноносец был исключён из состава Военно-Морского Флота СССР в связи со сдачей в ОФИ для разоружения, демонтажа и реализации. 1 октября 1990 года экипаж «Дерзкого» был расформирован, а корабль превращён в корабль-цель.

## Бортовые номера
- 707 (не позднее 1970 года)[2];
- 911 (после 1970 года)[1].